# Tagwache (Lied)
Tagwache (im Original Tagwache (Lü lü Marleen), vgl. Lili Marleen) ist der Titel eines Liedes des österreichischen Liedermachers Wolfgang Ambros.

## Hintergrund
Es stammt aus dem Jahr 1973 und wurde noch im selben Jahr wegen des Bundesheer-kritischen Inhalts auf den österreichischen Rundfunkanstalten verboten. Auch im Verlaufe der NATO-Nachrüstungsdebatte sorgte der Song wegen einer Anspielung auf den damals amtierenden Verteidigungsminister Karl Lütgendorf (Lü lü) für Aufregung in der Musikszene.
Nachdem die Platten aus den Regalen genommen worden waren, wurde der Song erst wieder 1983 auf dem Album Open Air, das Ambros auf einem Konzert mit Rainhard Fendrich aufgenommen hatte, veröffentlicht. Die erneuerte Live-Version enthielt eine Anspielung auf den damaligen Verteidigungsminister der Rot-Blauen Koalition, Friedhelm Frischenschlager. 
Die Komposition des Liedes stammt von Wolfgang Ambros, der Text von Joesi Prokopetz, der bereits Da Hofa geschrieben hatte.